# Ladislav Prokeš
Ladislav Prokeš (ur. 8 czerwca 1884 w Pradze, zm. 9 stycznia 1966 tamże) – czeski szachista oraz kompozytor szachowy.

## Kariera szachowa
Wicemistrz Republiki Czecho-Słowackiej z 1921 roku oraz zdobywca brązowych medali z lat 1907, 1909, 1911, 1913, uczestnik olimpiad szachowych z lat 1927, 1928, 1930. Odniósł kilka sukcesów w turniejach międzynarodowych, m.in. Brno 1907 (II-IV m.), Praga 1909 (III m.), Pilzno 1911 (III m.), Brno 1921 (I-II m.) i Praga 1928 (I m.).
Był autorem ok. 1200 studiów szachowych, w tym tzw. Manewru Prokeša (patrz diagram). Spośród jego kompozycji w albumach FIDE wyróżniono 23 studia.
Poniżej przykładowa kompozycja szachowa autorstwa Prokeša.
|   | a                                                                                               | b                                                                                               | c                                                                                               | d                                                                                               | e                                                                                               | f                                                                                               | g                                                                                               | h                                                                                               |   |
| 8 | d4 – Czarny król · f3 – Biały król · d2 – Czarny pionek · e2 – Czarny pionek · c1 – Biała wieża | d4 – Czarny król · f3 – Biały król · d2 – Czarny pionek · e2 – Czarny pionek · c1 – Biała wieża | d4 – Czarny król · f3 – Biały król · d2 – Czarny pionek · e2 – Czarny pionek · c1 – Biała wieża | d4 – Czarny król · f3 – Biały król · d2 – Czarny pionek · e2 – Czarny pionek · c1 – Biała wieża | d4 – Czarny król · f3 – Biały król · d2 – Czarny pionek · e2 – Czarny pionek · c1 – Biała wieża | d4 – Czarny król · f3 – Biały król · d2 – Czarny pionek · e2 – Czarny pionek · c1 – Biała wieża | d4 – Czarny król · f3 – Biały król · d2 – Czarny pionek · e2 – Czarny pionek · c1 – Biała wieża | d4 – Czarny król · f3 – Biały król · d2 – Czarny pionek · e2 – Czarny pionek · c1 – Biała wieża | 8 |
| 7 | d4 – Czarny król · f3 – Biały król · d2 – Czarny pionek · e2 – Czarny pionek · c1 – Biała wieża | d4 – Czarny król · f3 – Biały król · d2 – Czarny pionek · e2 – Czarny pionek · c1 – Biała wieża | d4 – Czarny król · f3 – Biały król · d2 – Czarny pionek · e2 – Czarny pionek · c1 – Biała wieża | d4 – Czarny król · f3 – Biały król · d2 – Czarny pionek · e2 – Czarny pionek · c1 – Biała wieża | d4 – Czarny król · f3 – Biały król · d2 – Czarny pionek · e2 – Czarny pionek · c1 – Biała wieża | d4 – Czarny król · f3 – Biały król · d2 – Czarny pionek · e2 – Czarny pionek · c1 – Biała wieża | d4 – Czarny król · f3 – Biały król · d2 – Czarny pionek · e2 – Czarny pionek · c1 – Biała wieża | d4 – Czarny król · f3 – Biały król · d2 – Czarny pionek · e2 – Czarny pionek · c1 – Biała wieża | 7 |
| 6 | d4 – Czarny król · f3 – Biały król · d2 – Czarny pionek · e2 – Czarny pionek · c1 – Biała wieża | d4 – Czarny król · f3 – Biały król · d2 – Czarny pionek · e2 – Czarny pionek · c1 – Biała wieża | d4 – Czarny król · f3 – Biały król · d2 – Czarny pionek · e2 – Czarny pionek · c1 – Biała wieża | d4 – Czarny król · f3 – Biały król · d2 – Czarny pionek · e2 – Czarny pionek · c1 – Biała wieża | d4 – Czarny król · f3 – Biały król · d2 – Czarny pionek · e2 – Czarny pionek · c1 – Biała wieża | d4 – Czarny król · f3 – Biały król · d2 – Czarny pionek · e2 – Czarny pionek · c1 – Biała wieża | d4 – Czarny król · f3 – Biały król · d2 – Czarny pionek · e2 – Czarny pionek · c1 – Biała wieża | d4 – Czarny król · f3 – Biały król · d2 – Czarny pionek · e2 – Czarny pionek · c1 – Biała wieża | 6 |
| 5 | d4 – Czarny król · f3 – Biały król · d2 – Czarny pionek · e2 – Czarny pionek · c1 – Biała wieża | d4 – Czarny król · f3 – Biały król · d2 – Czarny pionek · e2 – Czarny pionek · c1 – Biała wieża | d4 – Czarny król · f3 – Biały król · d2 – Czarny pionek · e2 – Czarny pionek · c1 – Biała wieża | d4 – Czarny król · f3 – Biały król · d2 – Czarny pionek · e2 – Czarny pionek · c1 – Biała wieża | d4 – Czarny król · f3 – Biały król · d2 – Czarny pionek · e2 – Czarny pionek · c1 – Biała wieża | d4 – Czarny król · f3 – Biały król · d2 – Czarny pionek · e2 – Czarny pionek · c1 – Biała wieża | d4 – Czarny król · f3 – Biały król · d2 – Czarny pionek · e2 – Czarny pionek · c1 – Biała wieża | d4 – Czarny król · f3 – Biały król · d2 – Czarny pionek · e2 – Czarny pionek · c1 – Biała wieża | 5 |
| 4 | d4 – Czarny król · f3 – Biały król · d2 – Czarny pionek · e2 – Czarny pionek · c1 – Biała wieża | d4 – Czarny król · f3 – Biały król · d2 – Czarny pionek · e2 – Czarny pionek · c1 – Biała wieża | d4 – Czarny król · f3 – Biały król · d2 – Czarny pionek · e2 – Czarny pionek · c1 – Biała wieża | d4 – Czarny król · f3 – Biały król · d2 – Czarny pionek · e2 – Czarny pionek · c1 – Biała wieża | d4 – Czarny król · f3 – Biały król · d2 – Czarny pionek · e2 – Czarny pionek · c1 – Biała wieża | d4 – Czarny król · f3 – Biały król · d2 – Czarny pionek · e2 – Czarny pionek · c1 – Biała wieża | d4 – Czarny król · f3 – Biały król · d2 – Czarny pionek · e2 – Czarny pionek · c1 – Biała wieża | d4 – Czarny król · f3 – Biały król · d2 – Czarny pionek · e2 – Czarny pionek · c1 – Biała wieża | 4 |
| 3 | d4 – Czarny król · f3 – Biały król · d2 – Czarny pionek · e2 – Czarny pionek · c1 – Biała wieża | d4 – Czarny król · f3 – Biały król · d2 – Czarny pionek · e2 – Czarny pionek · c1 – Biała wieża | d4 – Czarny król · f3 – Biały król · d2 – Czarny pionek · e2 – Czarny pionek · c1 – Biała wieża | d4 – Czarny król · f3 – Biały król · d2 – Czarny pionek · e2 – Czarny pionek · c1 – Biała wieża | d4 – Czarny król · f3 – Biały król · d2 – Czarny pionek · e2 – Czarny pionek · c1 – Biała wieża | d4 – Czarny król · f3 – Biały król · d2 – Czarny pionek · e2 – Czarny pionek · c1 – Biała wieża | d4 – Czarny król · f3 – Biały król · d2 – Czarny pionek · e2 – Czarny pionek · c1 – Biała wieża | d4 – Czarny król · f3 – Biały król · d2 – Czarny pionek · e2 – Czarny pionek · c1 – Biała wieża | 3 |
| 2 | d4 – Czarny król · f3 – Biały król · d2 – Czarny pionek · e2 – Czarny pionek · c1 – Biała wieża | d4 – Czarny król · f3 – Biały król · d2 – Czarny pionek · e2 – Czarny pionek · c1 – Biała wieża | d4 – Czarny król · f3 – Biały król · d2 – Czarny pionek · e2 – Czarny pionek · c1 – Biała wieża | d4 – Czarny król · f3 – Biały król · d2 – Czarny pionek · e2 – Czarny pionek · c1 – Biała wieża | d4 – Czarny król · f3 – Biały król · d2 – Czarny pionek · e2 – Czarny pionek · c1 – Biała wieża | d4 – Czarny król · f3 – Biały król · d2 – Czarny pionek · e2 – Czarny pionek · c1 – Biała wieża | d4 – Czarny król · f3 – Biały król · d2 – Czarny pionek · e2 – Czarny pionek · c1 – Biała wieża | d4 – Czarny król · f3 – Biały król · d2 – Czarny pionek · e2 – Czarny pionek · c1 – Biała wieża | 2 |
| 1 | d4 – Czarny król · f3 – Biały król · d2 – Czarny pionek · e2 – Czarny pionek · c1 – Biała wieża | d4 – Czarny król · f3 – Biały król · d2 – Czarny pionek · e2 – Czarny pionek · c1 – Biała wieża | d4 – Czarny król · f3 – Biały król · d2 – Czarny pionek · e2 – Czarny pionek · c1 – Biała wieża | d4 – Czarny król · f3 – Biały król · d2 – Czarny pionek · e2 – Czarny pionek · c1 – Biała wieża | d4 – Czarny król · f3 – Biały król · d2 – Czarny pionek · e2 – Czarny pionek · c1 – Biała wieża | d4 – Czarny król · f3 – Biały król · d2 – Czarny pionek · e2 – Czarny pionek · c1 – Biała wieża | d4 – Czarny król · f3 – Biały król · d2 – Czarny pionek · e2 – Czarny pionek · c1 – Biała wieża | d4 – Czarny król · f3 – Biały król · d2 – Czarny pionek · e2 – Czarny pionek · c1 – Biała wieża | 1 |
|   | a                                                                                               | b                                                                                               | c                                                                                               | d                                                                                               | e                                                                                               | f                                                                                               | g                                                                                               | h                                                                                               |   |

Rozwiązanie: [1.Wc4+! Kd3 2.Wd4+! K:d4 3.K:e2 Kc3 4.Kd1 Kd3 pat]
(zaznacz tekst pomiędzy nawiasami, aby zobaczyć rozwiązanie)

## Publikacje
- Ladislav Prokeš: Šachové Studie. Nakladatel A. Neubert v Praze, 1941.
- Ladislav Prokeš: Kniha šachových studií. Vydavatelstvo ROH - Práce, Praha, 1951.
- Vlasák, Emil: Ladislav Prokeš Studie 1951 - 1966. SNZZ, Brno, 1966.